# Clathria phorbasiformis
Clathria phorbasiformis är en svampdjursart som beskrevs av Hooper 1996. Clathria phorbasiformis ingår i släktet Clathria och familjen Microcionidae. Inga underarter finns listade i Catalogue of Life.